# Slaby-Beringer

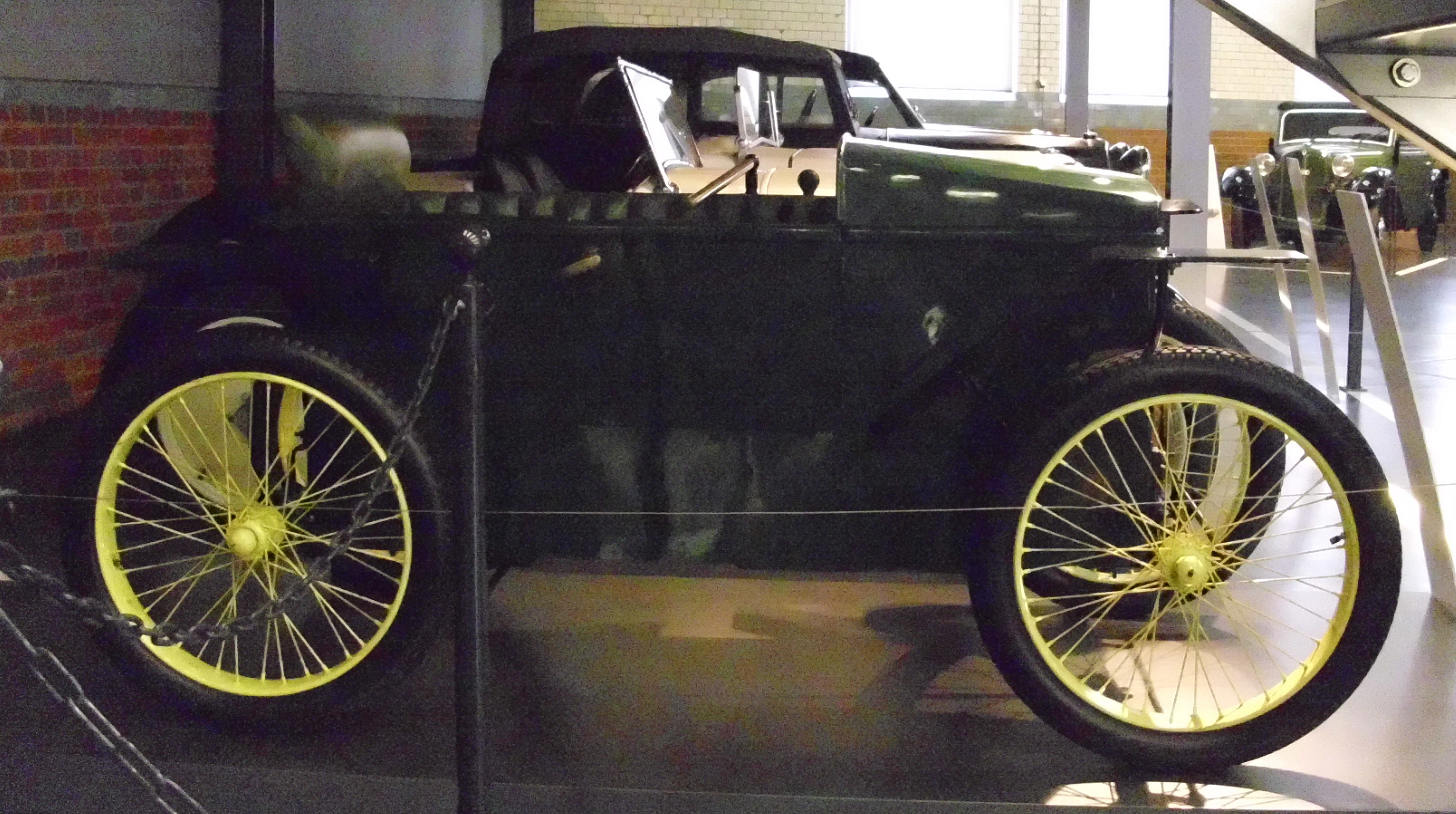
Elektromobil Slaby-Beringer (1920)

Slaby-Beringer byl německý výrobce automobilů, především elektromobilů, které produkovala v Berlíně-Charlottenburgu v letech 1919 až 1924.

## Historie
Rudolf Slaby, který se narodil v Berlíně v roce 1887, byl synem profesora Adolfa Slabeho, docenta na Technischen Hochschule Charlottenburg a spoluzakladatele firmy Telefunken. Rudolf Slaby začal svou profesní dráhu v leteckém průmyslu. Po první světové válce zakazovala Versailleská smlouva kromě jiného Německu výrobu letadel a Rudolf Slaby musel hledat uplatnění v jiném oboru.
V roce 1919 promoval na Technické univerzitě v Hannoveru a získal titul Dr.-Ing. Ve stejném roce založil s bratrancem Hermannem Beringerem firmu SB-Automobil-Gesellschaft m.b.H. pro výrobu malých elektromobilů. Ta začala krátce na to v Charlottenburgu v budově na tehdejší Sophienstraße 19–22 poblíž dnešní Technické univerzity.
Rudolf Slaby navrhl malý, elektromotorem poháněný automobil pro jednu osobu. Toto revoluční vozítko mělo samonosnou karoserii z umělé hmoty Triplex a bylo určeno pro válečné invalidy, kteří ale většinou potřebné finance na vůz neměli.
Jørgen Skafte Rasmussen, majitel firmy Zschopauer Motorenwerke, která vyráběla dvoutaktní motocykly DKW, potkal v létě 1919 v Berlíně Rudolfa Slabeho v jeho malém vozítku. Rasmussen byl nadšený a ihned na místě od Slabeho objednal sto kusů vozu Slaby-Beringer, které chtěl prezentovat a prodávat na veletrhu v Lipsku. Vůz i s bateriemi vážil 180 kilogramů, baterie 80 kg.
Později přesvědčil Hermann Beringer svého bratrance k výrobě dvoumístných vozidel poháněných motory DKW. Od roku 1920 exportovala firma 200 elektromobilů S-B do Japonska, které pro tento typ vozu bylo v té době hlavním trhem. Zde elektromobily objednávaly zejména státní úřady a taxislužby. V Japonsku byla proto založena společnost The Japan and German Electric Cyclecar Co. Ósaka, která vydávala i vlastní časopis. Hyperinflace v Německu a také „exotický“ export firmu, jejímž už byl Rasmussen společníkem, těžce zasáhla. Stav se ještě zhoršil po ničivém zemětřesení v Kantó, při kterém byla zničena dodávka vozů a také firma japonského importéra.    
Rasmussen společnost opět finančně podpořil. Produkce se soustředila pouze na malé vozy se spalovacími motory DKW. Ani to ale nepomohlo a v červnu 1924 musela firma SB-Automobil-Gesellschaft vyhlásit konkurs. Celkem společnost vyrobila 2005 vozů, z toho 266 s motorem DKW. 1. září 1924 musela být produkce v Berlíně pozastavena.
Aby nepřišel o svou investici, převzal Rasmussen zbytek firmy z konkurzní podstaty a jako filiálku s názvem J. S. Rasmussen AG, Filiale Berlin ji připojil ke svému koncernu. Rudolf Slaby se stal konstruktérem a technickým ředitelem Rasmussenovy firmy a na přelomu let 1927/28 navrhl první automobil DKW. Vůz DKW P 15 PS měl přepracovaný vodou chlazený řadový dvouválcový dvoutaktní motocyklový motor a samonosnou karoserii z překližky.